# Seis días de Medellín
Los Seis días de Medellín fue una carrera de ciclismo en pista, de la modalidad de Carrera de seis días, que se disputó en Medellín (Colombia). La primera y única edición se corrió en 1997.

## Palmarés
| Año  | Ganador                       | Segundo                        | Tercero                       |
| ---- | ----------------------------- | ------------------------------ | ----------------------------- |
| 1997 | Silvio Martinello Marco Villa | Gabriel Curuchet Juan Curuchet | Miguel Alzamora Juan Llaneras |